# Timbiras
Timbiras là một đô thị thuộc bang Maranhão, Brasil. Đô thị này có diện tích 1486,479 km², dân số năm 2007 là 26133 người, mật độ 17,58 người/km².